# Phrygilus fruticeti
Phrygilus fruticeti е вид птица от семейство Тангарови (Thraupidae).

## Разпространение
Видът е разпространен в Аржентина, Боливия, Перу, Чили и Южна Джорджия и Южни Сандвичеви острови.